# Mariestad
Mariestad – miasto (tätort) w Szwecji, w regionie administracyjnym (län) Västra Götaland. Siedziba władz (centralort) gminy Mariestad. Do 1970 roku Mariestad miał administracyjny status miasta.
W 2015 roku Mariestad liczył 16 122 mieszkańców.

## Gospodarka
W mieście rozwinął się przemysł maszynowy oraz papierniczy.

## Położenie
Mariestad jest położony w prowincji historycznej (landskap) Västergötland u ujścia rzeki Tidan do jeziora Wener. Na południe i wschód od Mariestad przebiega droga E20, której przebieg w okolicach Mariestadu pokrywa się z drogą krajową nr 26 (Riksväg 26; Halmstad – Mora).

## Historia
Miasto zostało założone w 1583 roku przez księcia Karola Sudermańskiego i zostało nazwane na cześć jego pierwszej żony, Anny Marii Wittelsbach. W latach 1660–1997 Mariestad był siedzibą władz (residensstad) regionu administracyjnego Skaraborg (Skaraborgs län).

## Demografia
Liczba ludności tätortu Mariestad w latach 1960–2015:

## Przypisy

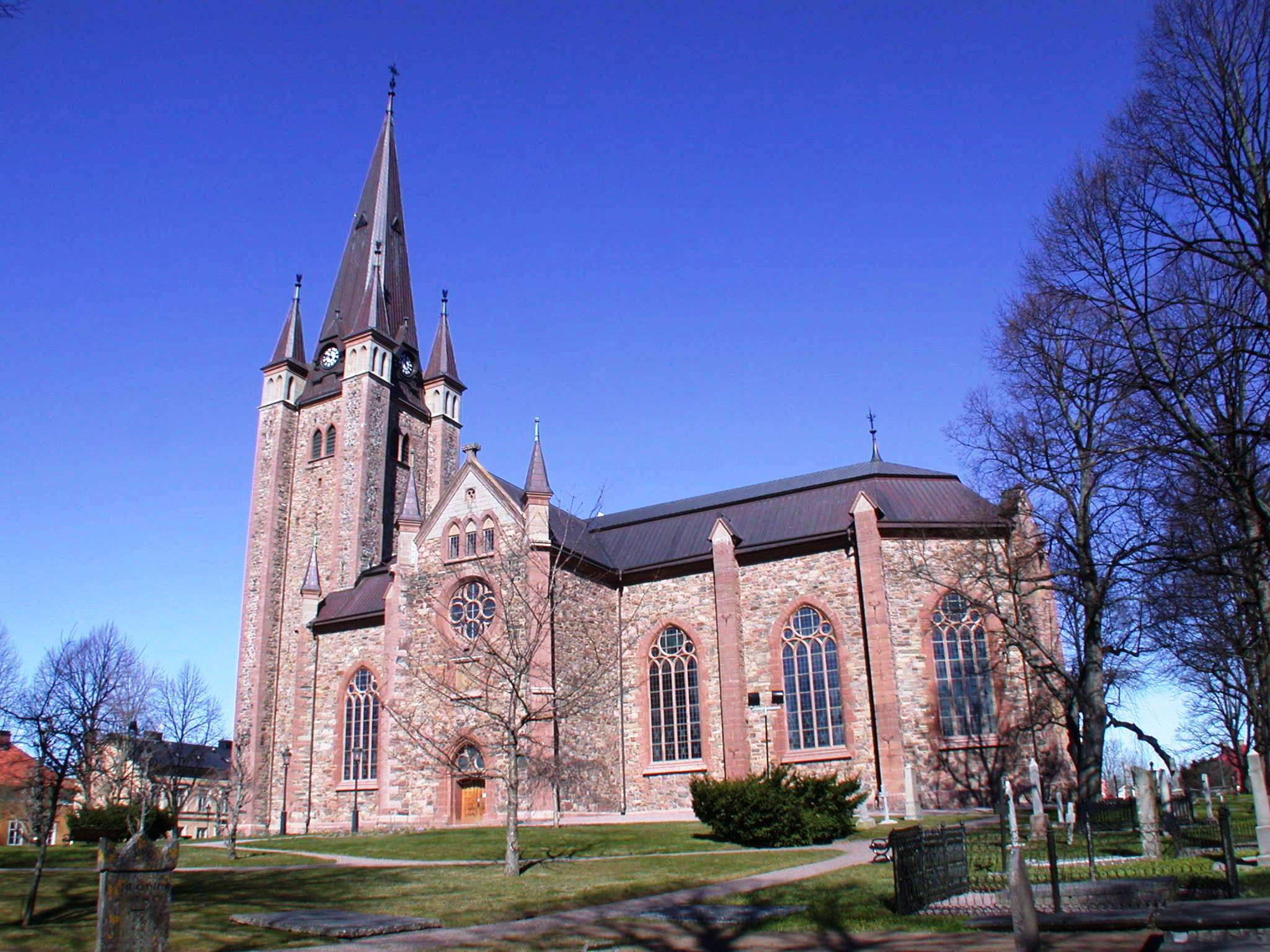
Katedra

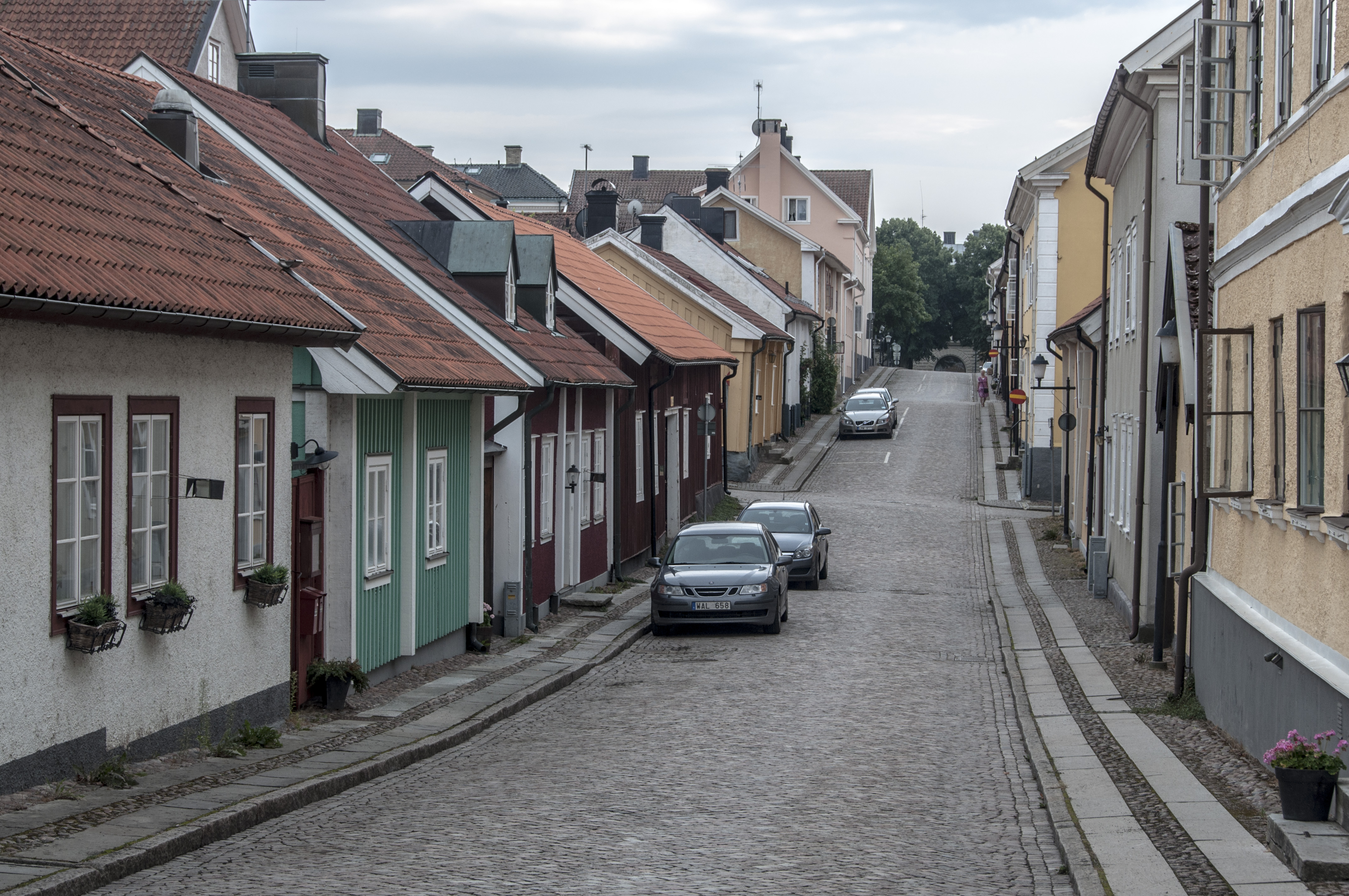
Västerlånggatan w Mariestad

## Zabytki
- gotycka katedra

## Sport
- Örnarna Mariestad - klub żużlowy